# Zaścianek Bielskie
Zaścianek Bielskie (biał. Засценак Бельскія, Zascienak Bielskija; ros. Застенок Бельские, Zastienok Bielskije) – wieś na Białorusi, w obwodzie grodzieńskim, w rejonie lidzkim, w sielsowiecie Dzitwa, nad Krupką.

## Historia
W dwudziestoleciu międzywojennym zaścianek leżący w Polsce, w województwie nowogródzkim, w powiecie lidzkim, w gminie Lida. W 1921 miejscowość liczyła 43 mieszkańców, zamieszkałych w 9 budynkach, wyłącznie Polaków wyznania rzymskokatolickiego.
Po II wojnie światowej w granicach Związku Sowieckiego. Od 1991 w niepodległej Białorusi.